# Utensilnord Named/Saison 2012
Dieser Artikel listet Erfolge und Fahrer des Radsportteams Utensilnord Named in der Saison 2012 auf.

## Erfolge in der UCI America Tour
| Datum    | Rennen                      | Kat. | Fahrer        |
| -------- | --------------------------- | ---- | ------------- |
| 14. Juni | 2. Etappe Vuelta a Colombia | 2.2  | Marco Zanotti |
| 20. Juni | 7. Etappe Vuelta a Colombia | 2.2  | Marco Zanotti |

## Platzierungen in UCI-Ranglisten
| UCI Continental Circuit | Platz |
| ----------------------- | ----- |
| UCI America Tour 2012   | 35    |
| UCI Europe Tour 2012    | 61    |

## Abgänge – Zugänge
| Zugänge             | Team 2011                           | Abgänge                           | Team 2012                     |
| ------------------- | ----------------------------------- | --------------------------------- | ----------------------------- |
| John-Lee Augustyn   | Sky ProCycling                      | Cristian Benenati                 | Farnese Vini-Selle Italia     |
| Gianfranco Visconti | Tecnofilm-Betonexpressz 2000 (2010) | Stefano Borchi                    | Farnese Vini-Selle Italia     |
| Gabriele Bosisio    | Dopingsperre                        | Giorgio Brambilla                 | Leopard-Trek Continental Team |
| Stiven Fanelli      | Neoprofi                            | Giuseppe De Maria                 | Team Idea                     |
| Adrian Kuriek       | Neoprofi                            | Michele Merlo                     | Team WIT                      |
| Cristiano Monguzzi  | Neoprofi                            | Damiano Margutti                  | Unbekannt                     |
| Davide Mucelli      | Neoprofi                            | Cristiano Monguzzi (bis 10. März) | Unbekannt                     |
| Marco Zanotti       | Neoprofi                            | John-Lee Augustyn (bis 12. Mai)   | Karriereende                  |

## Mannschaft
| Name                | Geburtstag         | Nationalität |
| ------------------- | ------------------ | ------------ |
| Filippo Baggio      | 5. Juni 1988       | Italien      |
| Paolo Bailetti      | 15. Juli 1980      | Italien      |
| Oleg Berdos         | 9. Juni 1987       | Moldau       |
| Gabriele Bosisio    | 6. August 1980     | Italien      |
| Stiven Fanelli      | 30. Dezember 1987  | Italien      |
| Matteo Fedi         | 11. November 1988  | Italien      |
| Edoardo Girardi     | 22. Oktober 1985   | Italien      |
| Adrian Kuriek       | 29. März 1988      | Polen        |
| Sergio Laganà       | 4. November 1982   | Italien      |
| Gianluca Maggiore   | 21. Februar 1985   | Italien      |
| Davide Mucelli      | 19. November 1986  | Italien      |
| Fabio Piscopiello   | 16. Februar 1985   | Italien      |
| Federico Rocchetti  | 14. Januar 1986    | Italien      |
| Patxi Vila          | 11. Oktober 1975   | Spanien      |
| Gianfranco Visconti | 18. Februar 1983   | Italien      |
| Marco Zanotti       | 10. September 1988 | Italien      |